# Красный Октябрь (Киржач)
Красный Октябрь — микрорайон в составе города Киржач, с 1942 по 2005 год — посёлок городского типа в составе Киржачского района Владимирской области.
Численность населения — 10,2 тыс. человек (2002 год).

## География
Красный Октябрь находится в 5 км к югу от железнодорожной станции Киржач. Расположен на реке Киржач у подножия лесистого холма и на его склоне. На юге и востоке лесные массивы.

## История
В 1856 году на берегу реки Киржач в пяти вёрстах ниже одноимённого города был основан медно-латунный завод, специализировавшийся на выпуске предметов домашнего обихода: самоваров, тазов, утюгов, сахарниц, хозяйственных ковшей, чайников, кофейников и др. Продукция завода неоднократно экспонировалась на российских и европейских выставках, где за высокое качество и красоту формы 12 раз награждалась различными медалями. В 1931 году завод, носивший в то время название «Красный Октябрь», перепрофилировался на выпуск автотракторной светотехники.
Вокруг завода вырос одноимённый посёлок, которому в 1942 году был присвоен статус посёлка городского типа.
В 1970-е годы завод был связан железнодорожной веткой со станцией Киржач, а в посёлке началось строительство района пятиэтажных домов. Позднее были построены котельная и новая школа.
В 1992 году завод «Красный Октябрь» — одно из крупнейших предприятий по выпуску автоосветительной арматуры (фар, подфарников, фонарей, указателей) — преобразован в ОАО «Завод „Автосвет“».
В 2005 году посёлок Красный Октябрь был присоединён к городу Киржач, потеряв свой прежний статус и став микрорайоном.

## Население
По Всесоюзной переписи населения 1989 года в Красном Октябре проживало 11,46 тыс. человек, в том числе 5,24 тыс. мужчин и 6,22 тыс. женщин. По данным Всероссийской переписи населения 2002 года численность населения посёлка составляла 10,23 тыс. человек (4,56 тыс. мужчин и 5,67 тыс. женщин).
| Год              | 1959  | 1970  | 1979   | 1989   | 2002   |
| ---------------- | ----- | ----- | ------ | ------ | ------ |
| Население (чел.) | 4 510 | 6 342 | 10 297 | 11 460 | 10 200 |

## Экономика
Основные предприятия:
- ТПХ «Русклимат»
- ОАО «Завод „Автосвет“»
- ООО «Автосветстрой»
- Филиал «Киржачтрансавто»
- ООО «Экспресс»
- ООО СК «Бриз»
- ТОО «Бородино»
- ООО «Промстроймонтаж»
- ТОО «Кирпичный завод»
- Филиал треста «Киржачрайгаз»
- ОАО «Киржачремтехпред»
- ООО «Сельхозхимик»

## Транспорт
Микрорайон связан с центральной частью города автобусным маршрутом Красный Октябрь — ЦРБ (№ 4), Красный Октябрь — Пищепром (№ 7), а также с мкр. Шёлковый Комбинат маршрутом № 5 и № 6, с мкр. КИЗ маршрутом № 8.

## Образование, культура и отдых
ОАО «Завод „Автосвет“» является шефом и производственной базой Киржачского машиностроительного колледжа.
Две средние общеобразовательные школы (№ 6 и № 7). Имеется Дом культуры, школа искусств, детский клуб «Ровесник» и стадион.

## Застройка
В микрорайоне Красный Октябрь сохранились кварталы старых одно- и двухэтажных домов, построен район пятиэтажных домов.
Согласно Генеральному плану развития Киржача планируется ликвидация кирпичного завода и застройка освободившейся территории 2—4 и 5-этажными домами.
В Красном Октябре находится мост через реку Киржач. Ниже по течению реки есть плотина. Существовали планы сделать из неё мини-ГЭС.